# Прапор Яркого Поля (Кіровський район)

Прапор Яркого Поля — офіційний символ-прапор села Ярке Поле (Феодосійського району АРК), затверджений рішенням Яркополенської сільської ради.

## Опис
Прямокутне полотнище із співвідношенням ширини і довжини 2:3, що складається з трьох горизонтальних смуг — синьої, жовтої та синьої, що становлять відповідно 1/5, 3/5 і 1/5 ширини прапора. У центрі жовтої смуги герб села, висотою 1/2 ширини прапора.
Прапор затверджений рішенням сесії Яркополенської сільської ради № 480 від 11.12.08 р.
Автори прапора — О.Кадиров, Е.Бавотдінов, О.Маскевич